# Saint-Menge
Saint-Menge är en kommun i departementet Vosges i regionen Grand Est (tidigare regionen Lorraine) i nordöstra Frankrike. Kommunen ligger i kantonen Mirecourt som tillhör arrondissementet Neufchâteau. År 2022 hade Saint-Menge 117 invånare.

## Befolkningsutveckling
Antalet invånare i kommunen Saint-Menge
| Referens: INSEE |